# Церковь Святой Александры близ Петергофа
}}
Церковь Святой мученицы царицы Александры — православный храм в деревне Низино Ломоносовского района, рядом с Петергофом. Построен в 1851—1854 годах по повелению императора Всероссийского Николая I по проекту архитектора Андрея Штакеншнейдера. Находится недалеко от Большого Сампсониевского канала, на вершине холма Бабигон. Последняя постройка Лугового парка.

## История

### Строительство
25 апреля 1851 года архитектор Андрей Иванович Штакеншнейдер получил от Министра Императорского Двора рапорт следующего содержания: «По Высочайшему повелению прошу Ваше Высокоблагородие составить проект на постройку небольшой православной 5-ти главой церкви в Петергофе на Бабигонских высотах и предоставить оный мне для поднесения на Высочайшее утверждение». Через несколько месяцев проект был готов.
11 августа 1851 года состоялось торжественная закладка церкви в присутствии Императора Николая I, августейшей семьи, Министра Императорского Двора князя Петра Волконского, начальника Петергофского дворцового правления генерал-лейтенанта Сергея Лихардова, архитектора Андрея Штакеншнейдера, военного коменданта Петергофа генерал-лейтенанта Николая Корсакова, многочисленной свиты, жителей Петергофа и крестьян близлежащих деревень.
В основание фундамента была заложена памятная плита с надписью: «Повелением императора Николая I заложена церковь на Бабигоне, близ Петергофа, во имя святой благоверной Царицы Александры, лета 1851, августа 11» и камень, доставленный из Святой земли с берегов Иордана.
Завершая закладку церкви, Николай I сказал: «Благодарю Господа, что сподобил меня завершить закладку этого храма. Бог знает, придётся ли мне увидеть его оконченным».
Строительство церкви было завершено 22 августа 1854 года. 31 августа 1854 года в присутствии Николая I и членов царской семьи состоялось ее торжественное освящение.
По окончании Божественной литургии Государь благодарил всех принимавших участие в строительстве этой архитектурной жемчужины.

### Имперский период

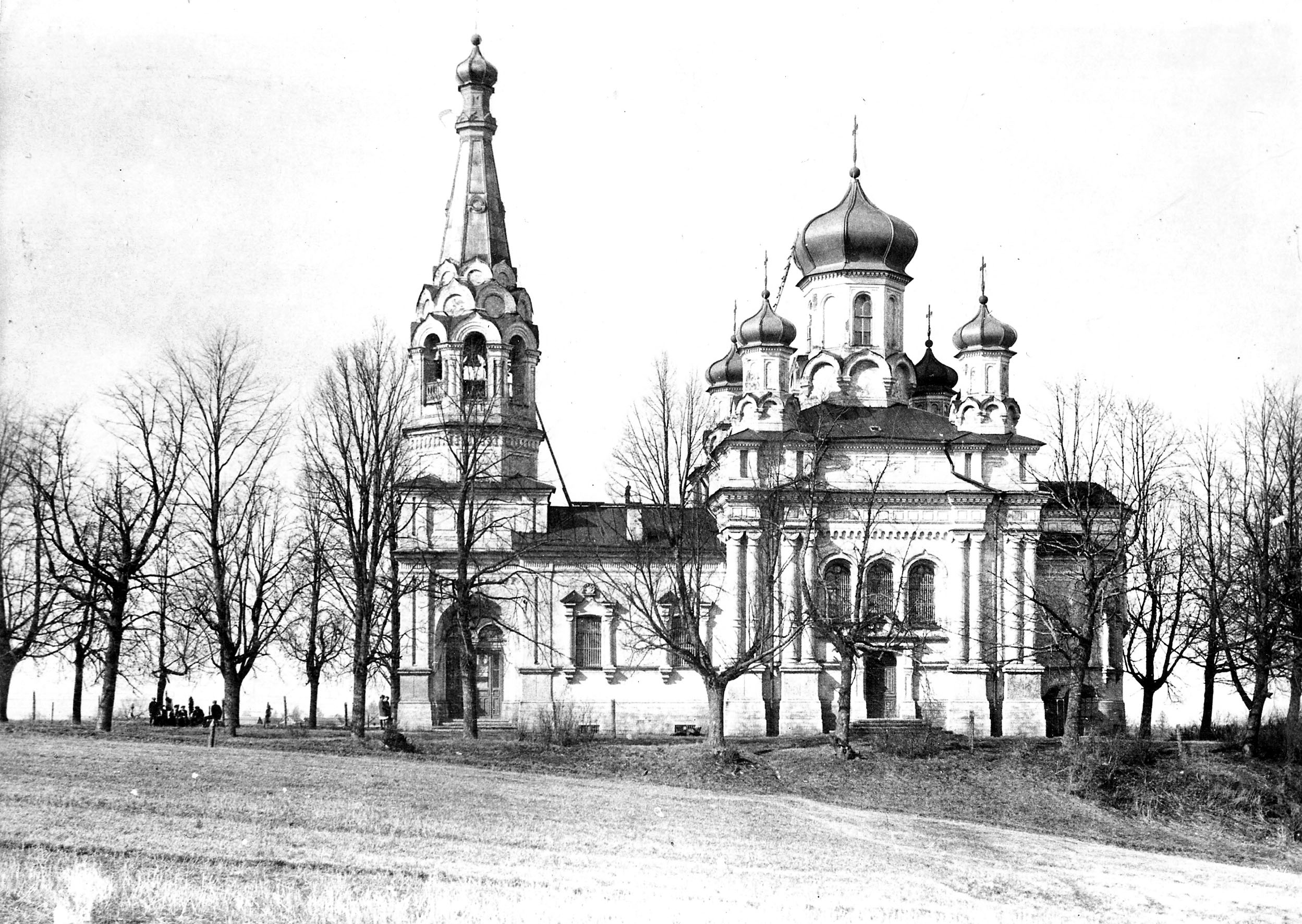
Южный фасад храма святой благоверной мученицы царицы Александры. С фотографии начала XX века.

Во время своего существования церковь во имя святой мученицы Царицы Александры была одним из наиболее любимых мест молитвы императорской фамилии.
Любила посещать храм на Бабигонах и последняя российская императрица Александра Федоровна, супруга императора Николая II, которая ежегодно во время пребывания в Петергофе молилась в церкви на Бабигонских высотах.

### Советский период

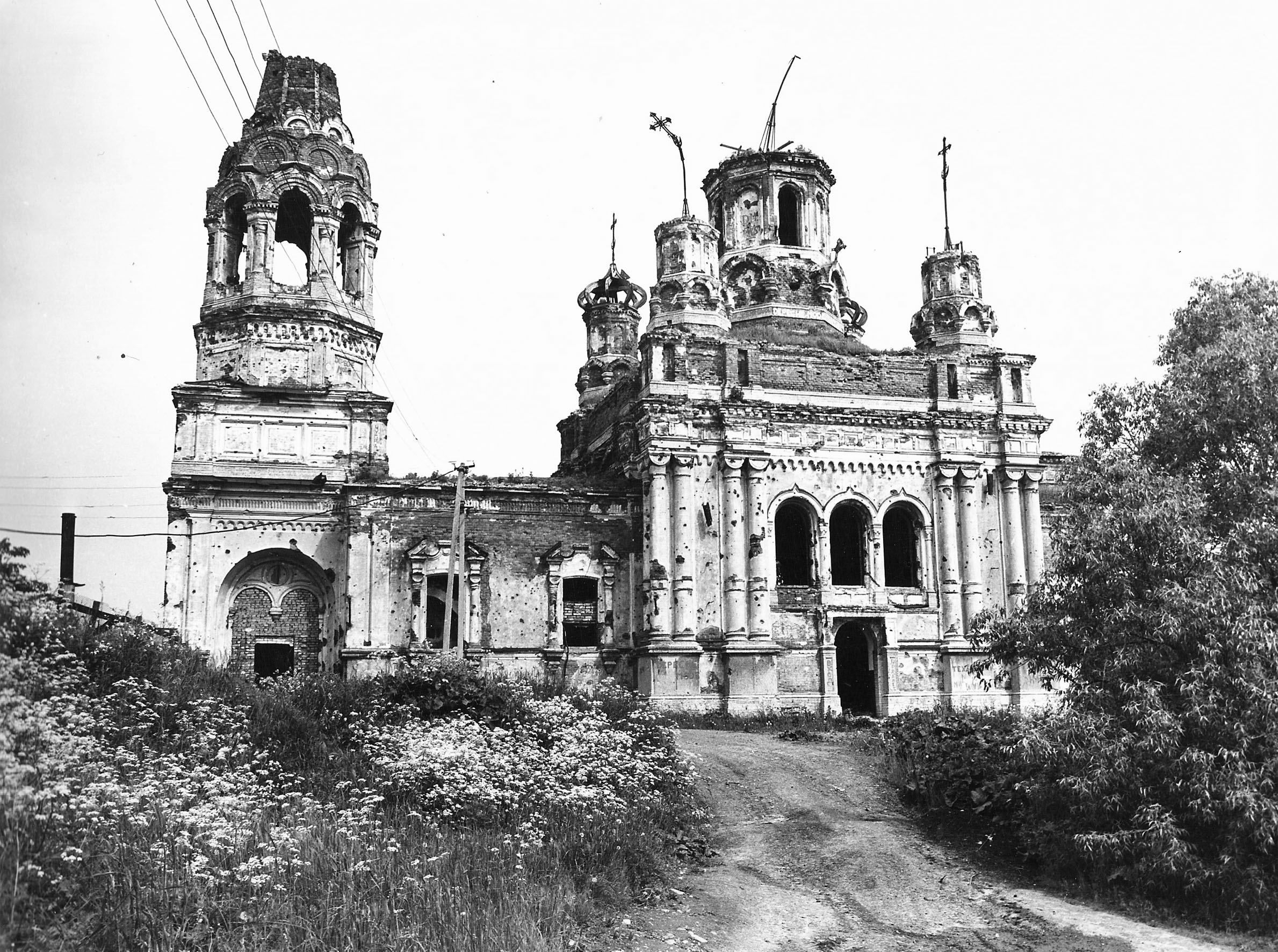
Южный фасад храма святой благоверной мученицы царицы Александры. Фотофиксация 1991 г.

Богослужения в церкви святой мученицы царицы Александры продолжались до осени 1940 года, когда был составлен проект превращения ее в клуб с кинозалом. Начавшаяся война помешала осуществить это намерение.
В период Великой Отечественной войны церковь оказалась на линии огня в самом центре военных действий. Бомбовые удары и артиллерийские обстрелы причинили зданию сильные повреждения.
После войны в здании бывшей церкви длительное время была совхозная мастерская. Одновременно подвальное помещение использовалось в качестве овощного хранилища. Около 10 лет здание оставалось бесхозным. Территория вокруг храма использовалась для своза мусора при строительстве многоквартирных домов в Низино. Перед храмом находится кладбище, появившееся после Великой Отечественной войны и не являющееся историческим.

### Возрождение

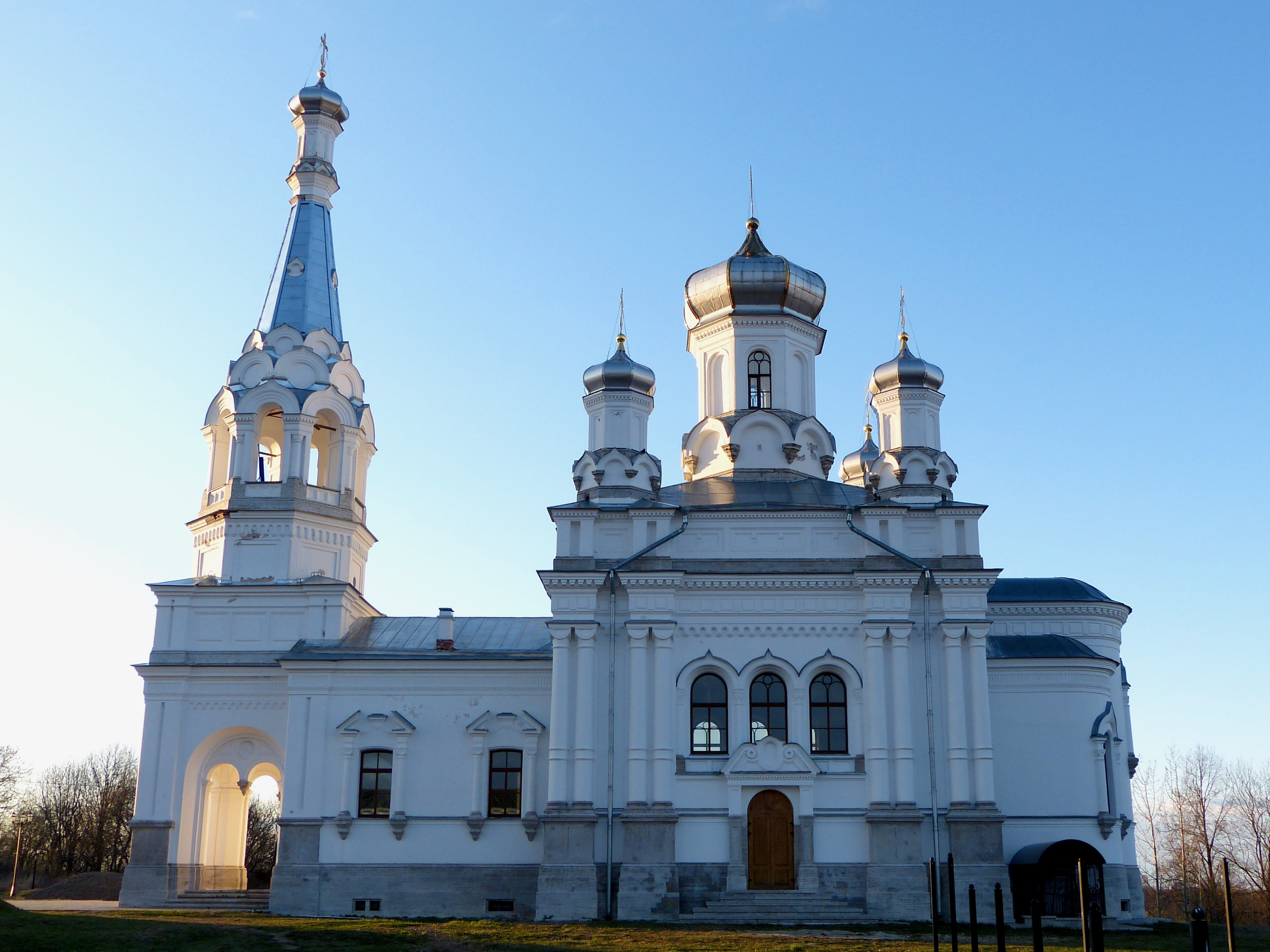
Южный фасад храма святой благоверной мученицы царицы Александры. 2016 г.

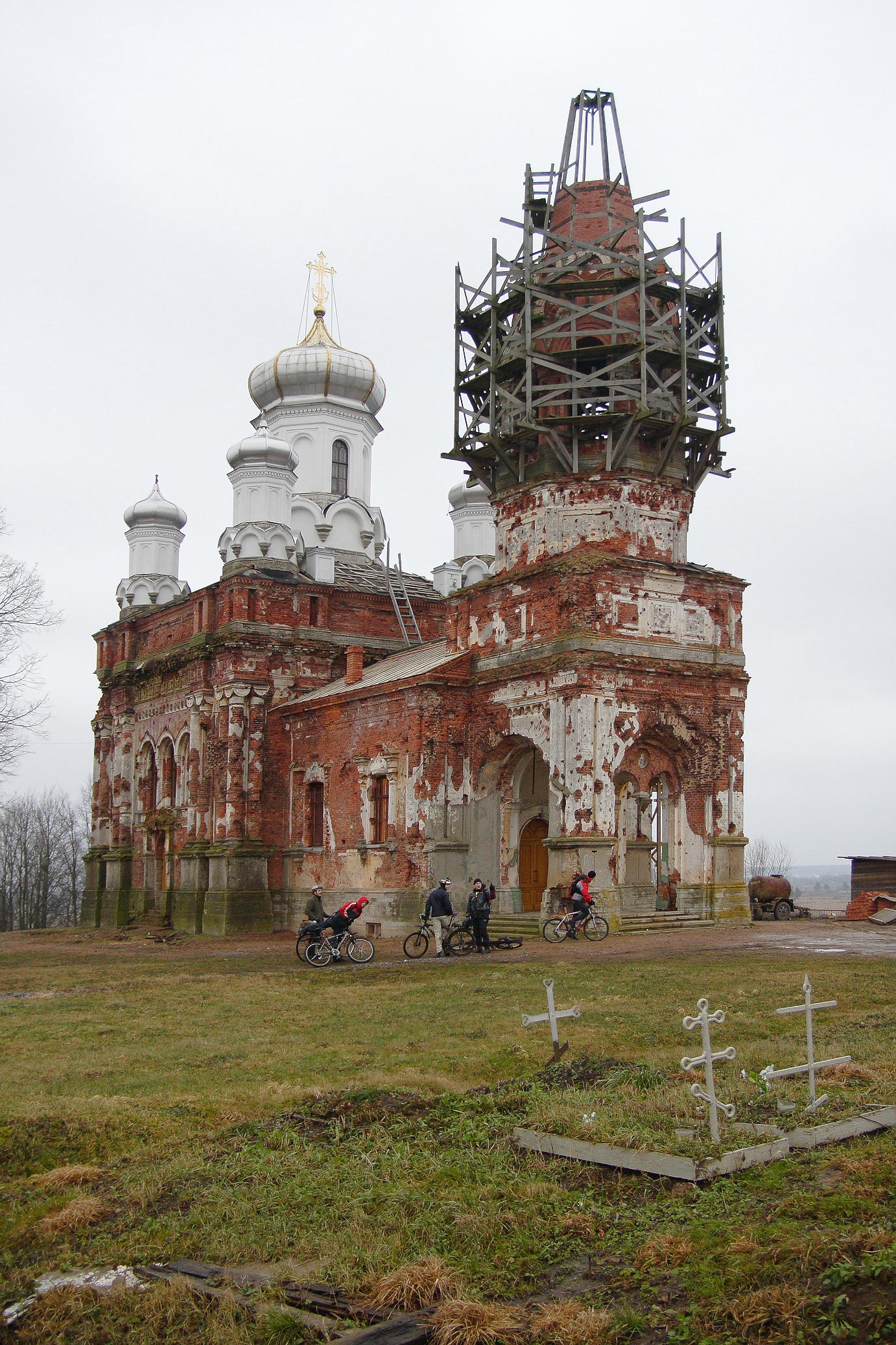
В процессе восстановления

6 мая 1998 года на престольный праздник в храме святой мученицы Царицы Александры по благословению митрополита Санкт-Петербургского и Ладожского, после длительного перерыва была совершена Божественная Литургия. С этого времени начинается новый этап в жизни храма.
С 7 апреля 1999 года (праздник Благовещения Пресвятой Богородицы) в церкви совершаются регулярные богослужения, одновременно ведутся восстановительные работы.

## Архитектура

### Внешнее убранство
Основной объём церкви решён в традициях русской церковной архитектуры допетровского времени, по принципу «восьмерик на четверике», то есть в виде квадратного в плане здания, над которым возвышается восьмигранный барабан главного купола. В то же время в трактовке фасадов храма ясно прослеживаются черты ордерной системы с её основными членениями. Фасады церкви чрезвычайно украшены декоративными элементами, характерными для русской архитектуры XVI—XVII веков. Покрытием центральной части основного объёма служит крыша, посредине которой возвышается восьмигранный барабан главного купола. На барабане покоится восьмигранная большая луковица с позолоченными ребрами, увенчанная яблоком и крестом.
Полуколонны на продольных фасадах храма установлены на мощных пьедесталах и цоколях, что имеет не только декоративное но и конструктивное значение. Штакеншнейдер стремился освободить сравнительно небольшой внутренний объем церкви от всякого рода загромождающих конструкций. Поэтому архитектор отказался от сооружения в интерьере отдельно стоящих колонн и подкупольных пилонов и перенес нагрузку от барабана главного купола на наружные стены. Кроме главного купола имеются малые купола, решенные так же, как и главный.
Выдвинутые далеко на восток апсиды несколько напоминают башни рыцарских замков. С запада к основному объёму церкви примыкает трапезная. Трёхъярусная шатровая колокольня, замыкающая с запада комплекс Александрийской церкви, отличается тем же богатством и разнообразием декора, который характерен для основного объёма.

### Интерьер
Интерьеры церкви также отличаются красотой и торжественностью. В отличие от фасадов, оформление интерьеров Александрийской церкви, носит классический характер. Преобладают штукатурные тяги и лепка, расположенные в соответствии с основными архитектурными членениями (паруса, арки, пилоны). Пройдя через главный вход мы попадаем в притвор, а затем и в трапезную часть храма. Открытый арочный проем ведет из трапезной в основной объем, перекрытый куполом который опирается на подпружные арки, покоящиеся на пристенных пилонах. В центре купола находится обширное отверстие, через которое сквозь окна барабана купола в интерьер собора проникает свет. Вокруг него непосредственно на зеркале купола размещены 4 тондо в золочёных рамах с изображениями евангелистов на золочёном фоне, исполненными маслом по холсту. Под ними золочёными гипсовыми буквами выложены имена евангелистов. Лицевые стороны подпружных арок обработаны тягами и украшены лепными ромбами. В архивольтах арок выложены гипсовыми золочеными буквами тексты из Евангелия от Матфея (Мф. 11,28-30). В архивольте восточной арки: «Прiиди́те ко Мнѣ́ вси́ тружда́ющiися и обремене́ннiи, и А́зъ упоко́ю вы́», южной: «Возми́те и́го Мое́ на себе́ и научи́теся от Мене́», западной: «Яко кро́токъ е́смь и смире́нъ се́рдцемъ: и обря́щете поко́й душа́мъ ва́шымъ», северной: «Иго бо Мое́ благо, и бре́мя Мое́ легко́ е́сть».
На востоке интерьер центрального объёма замыкается солеей и арочным проёмом, заполненным иконостасом. За иконостасом находится алтарь, завершающийся тремя апсидами. Несущими конструкциями свода являются: на западе пристенные пилоны, на востоке — отдельно стоящие пилоны, установленные почти вплотную к внутренним стенам большой апсиды. Над этими пилонами находятся мраморные доски (скрижали завета) с золочеными римскими цифрами десяти заповедей.
При возведении церкви Андрей Иванович Штакеншнейдер подтвердил свою репутацию зодчего, в совершенстве владеющего всеми архитектурными стилями. Он создал изящную и нарядную архитектурную фантазию, сочетавшую мотивы московского храмового зодчества, элементы ордерной системы и оригинальные конструктивные решения.

## Настоятели
| Годы                   | Настоятель                              |
| ---------------------- | --------------------------------------- |
| ок. 1861               | Священник Александр Светлов             |
| ок. 1865               | Священник Павел Песков                  |
| 1865 — 1870            | Священник Василий Николаевич Сперанский |
| 1884 — 1895            | Священник Петр Здравомыслов             |
| 1895 — 1898            | Священник Иоанн Васильевич Боровский    |
| 1913 — 1916            | Священник Александр Разумовский         |
| 1916 — 1930            | Священник Николай Васильевич Посунько   |
| 1931 — 1935            | Священник Иоанн Кириллович Кириллов     |
| 1935 — 1940            | Священник Иоанн Александрович Пиркин    |
| 1999 — настоящее время | Протоиерей Виталий Иванович Грищук      |

## Фотогалерея
|  |